# Antisolarium egenum
Antisolarium egenum es una especie de molusco gasterópodo de la familia Trochidae en el orden de los Vetigastropoda.

## Distribución geográfica
Se encuentra en Nueva Zelanda